# Masakr na Korićanskim stijenama
Masakr na Korićanskim stijenama je monstruozan zločin nad grupom od najmanje 224 bošnjačkih i hrvatskih civila iz Prijedora, koji se dogodio 21. kolovoza 1992. kao dio kampanje etničkog čišćenja Bošnjaka i Hrvata koju su osmislile vrhovne, a izvele lokalne srpske vlasti u Bosanskoj krajini. Za posmrtnim ostacima njih oko 200 još uvijek se traga.
Spomenutog dana je više od 200 Prijedorčana izdvojeno iz prognaničkog konvoja od strane srpskih policajaca na planini Vlašić na lokaciji Korićanskih stijena. Civilima je naređeno da stanu na rub provalije, a potom im je pucano u leđa. Nakon što su civili popadali u provaliju, policajci su nastavili bacati bombe i dodatno pucati kako nitko ne bi preživio. Ipak, nekoliko se spasilo ranijim bacanjem u provaliju, a oni su poslije svjedočili na Haaškom tribunalu na suđenjima ratnim zločincima. Na svaku obljetnicu masakra baca se 250 ruža u provaliju. Ruže simboliziraju ubijene.

## Optuženi
Za ovaj zločin optuženo je osam pripadnika interventnog voda postaje policije iz Prijedora.
- Damir Ivanković, priznao krivicu[4][5] i poslije dogovora sa sudom je osuđen na 14 godina zatvora.
- Zoran Babić[6]
- Goran Đurić, priznao učešće,[4][7] te poslije dogovora sa sudom osuđen na 8 godina zatvora.
- Milorad Radaković[8]
- Milorad Skrbić[9]
- Ljubiša Četić[10]
- Dušan Janković[11]
- Željko Stojnić[12]

Četiri optužena se nalaze u pritvoru, dok se dva brane sa slobode.